# Churchills Verrat an Polen
Churchills Verrat an Polen ist der Titel eines Doku-Dramas über den ungeklärten Flugzeugabsturz bei Gibraltar am 4. Juli 1943, bei dem der polnische General Władysław Sikorski ums Leben kam. Der Film stellt Anhaltspunkte für die Vermutung dar, es habe sich um einen vom sowjetischen Diktator Josef Stalin befohlenen und vom britischen Premierminister Winston Churchill gedeckten Auftragsmord an Sikorski gehandelt, weil dieser das Massaker von Katyn aufklären wollte.
Als Produktionsunternehmen fungierten LOOKSfilm, ARTE, NDR, TVN. Die Erstausstrahlung war am 1. Juli 2011 auf Arte.

## Historischer Kontext
Der Film erwähnt zunächst seit 1943 verbreitete Verschwörungstheorien zum Tod Sikorskis und erinnert an die gerichtsmedizinische Untersuchung seines exhumierten Leichnams im Jahr 2008: Diese hatte als Todesursache durch den Flugzeugabsturz verursachte Frakturen und Organschäden, aber keine Hinweise auf Erschießen, Vergiften oder Erwürgen ergeben. Der Historiker Bernd Martin betont im Film: Viele Fragen zu Sikorskis Tod seien weiter offen, weil Regierungsarchive noch geschlossen und britische Dokumente gezielt vernichtet worden seien.
Der Film führt dann Sikorskis Bedeutung nach dem Überfall auf Polen 1939 als Gründer und Führer der polnischen Exilregierung und als Hoffnungsträger für ein geeintes Nachkriegspolen aus. Der britische Historiker John Charmley stellt Churchills Bündnis mit Stalin von 1941 als Appeasement-Politik auf Kosten Polens dar. Weil Churchill die versprochene Westfront gegen Hitlerdeutschland 1943 noch nicht eröffnen konnte, wollte er alles vermeiden, was Stalin zum Ausstieg aus der Anti-Hitler-Koalition hätte provozieren können. Deshalb versuchte er am 15. April 1943, Sikorski von einer zweiten, unabhängigen Untersuchung des Massakers von Katyn abzuhalten: ohne Erfolg.
Daraufhin hatte Stalin die diplomatischen Beziehungen zur Exilregierung Polens am 25. April 1943 abgebrochen. Am 6. Mai 1943 hatte er Churchill per Telegramm Sikorskis Entmachtung als Chef der polnischen Exilregierung vorgeschlagen, da diese zu viele Hitleranhänger enthalte, die Sikorski nicht kontrollieren könne.

## Anhaltspunkte für ein Mordkomplott
Der Film stellt dann die Reise Sikorskis vom Mai/Juni 1943 zur Inspektion der polnischen Exilarmee im Nahen Osten dar. Er führt eine Reihe erwiesener Details dazu an und knüpft daran Fragen und Vermutungen, die einen Mord an Sikorski nahelegen. Dabei folgen die Autoren dem polnischen Journalisten und Historiker Dariusz Baliszewski, der seit Jahren zum Thema recherchiert und publiziert hat und einen fingierten Absturz des Flugzeugs Sikorskis annimmt.
- Churchill soll Sikorski vor dem Flug zweimal telefonisch geraten haben, seine einzige Tochter und Sekretärin Sofia nicht auf diese Reise mitzunehmen, weil das zu gefährlich sei.
- Nach ihrem Start habe die polnische Exilregierung in London einen anonymen Anruf erhalten: Sikorskis Flugzeug sei abgestürzt, er und seine Tochter seien dabei ums Leben gekommen. Baliszewski deutet den Anruf als verdeckte Morddrohung an Sikorski. Der Anrufer müsse den eigentlichen Reisezweck gekannt haben: Dokumente zum Massaker von Katyn zu erhalten und diese zu veröffentlichen.
- Es gebe Zeugen für ein Treffen Sikorskis mit dem türkischen Botschafter in Beirut. Vermutlich habe dieser Sikorski deutsche Listen zu den Opfern von Katyn übergeben.
- Denn Sikorski habe seine Koffer auf der Rückreise unbedingt selbst tragen wollen und britischen Beamten verboten, sie zu berühren. Sie seien jedoch spurlos verschwunden.
- Zwei britische Zivilisten, die mit Sikorski am 3. Juli 1943 von Kairo nach Gibraltar flogen, könnten Geheimagenten gewesen sein.
- Der polnische Geheimkurier Jan Gralewski reiste damals mit unbekanntem Auftrag nach Gibraltar. Da Sikorski ihn nicht persönlich kannte, könne er ausgetauscht worden sein, bevor er ihn am Abend des 4. Juli zu einem Vieraugengespräch traf.
- Der sowjetische Botschafter Iwan Michailowitsch Maiski flog am frühen Morgen des 4. Juli 1943 mit mindestens einem sowjetischen Agenten von London nach Gibraltar. Gibraltars britischer Gouverneur bat Sikorski mit seinen Begleitern, ihre Hotelzimmer tagsüber nicht zu verlassen, um Maiski nicht zu begegnen. Er hätte Maiski aber veranlassen können, seinen Flug nach Gibraltar um einen Tag zu verschieben.
- Maiskis Flugzeug parkte nach der Landung in Gibraltar direkt neben Sikorskis unbewachtem Flugzeug. Zeugen sahen einen Unbekannten, der es abends betrat und sich darin eine Weile aufhielt. Er könne eine günstige Gelegenheit zur Sabotage genutzt haben.
- Maiski behauptete in seinen Memoiren, er sei erst am 5. Juli in Gibraltar eingetroffen. Baliszewski zufolge war er jedoch am 4. Juli dort und flog Stunden nach dem Absturz von Sikorskis Flugzeug nach Kairo weiter. Die Briten könnten Maiski über Sikorskis Ankunft in Gibraltar informiert haben. Als Mitarbeiter des sowjetischen NKWD komme er als Auftragsmörder in Frage.
- Sikorskis Flugzeug rollte am 4. Juli gegen 23:00 startklar an das Ende der abgedunkelten Rollbahn. Nach Angaben des polnischen Geheimdienstes soll es dort für 20 bis 50 Minuten gestanden haben. Zeugen beobachteten, dass irgendetwas ein- und ausgeladen wurde.
- Der einzige Überlebende des Absturzes, der von Sikorski ausgewählte tschechische Pilot Eduard Prchal, wurde laut mehreren Zeugen mit einer sorgfältig angelegten Schwimmweste geborgen. Er soll beim Start keine Schwimmweste getragen und sonst nie eine angelegt haben. Er bestritt die Zeugenaussagen.[4] Laut Baliszewski könnte er damit eine Anordnung des britischen Geheimdienstes befolgt haben, dem jeder Pilot der britischen Flugbereitschaft angehört habe.
- Das Flugzeug sank als Ganzes, wurde aber nur in Einzelteilen geborgen. Vier Absturzopfer wurden nicht geborgen. Ein Unbekannter schwamm kurz nach dem Absturz an Land. Große Mengen Pfundnoten schwammen auf dem Wasser. Ein Postsack wurde auf der Rollbahn aufgefunden.

Aus solchen Details ergaben sich schon 1943 Sabotagegerüchte. Die britische Regierung trat ihnen mit Presseartikeln entgegen. Die von Churchill eingesetzte Untersuchungskommission schloss Sabotage als Absturzursache aus. Polen durften an der Untersuchung jedoch nicht teilnehmen. Der Abschlussbericht ließ Maiskis Aufenthalt, Sikorskis Knochenbrüche und einige Zeugenaussagen unerwähnt. Eine zweite britische Untersuchung von 1969 ließ Sabotage am unbewachten Flugzeug offen.
- Ein britischer Wachsoldat bezeugte 1967: Das Flugzeug sei notgewassert, nicht abgestürzt. Ein Mann sei über eine Tragfläche unversehrt ausgestiegen. Das Flugzeug habe Minuten auf der Wasseroberfläche gelegen, bevor es sank.
- Laut Baliszewski könnten sowjetische oder britische Agenten die Flugzeuginsassen in der Pause vor dem Start außer Gefecht gesetzt haben, so dass sie das notgewasserte Flugzeug nicht mehr verlassen konnten.
- Der Pilot sei Alkoholschmuggler gewesen und könne erpresst worden sein, den Absturz vorzutäuschen.[5]